# Notre-Dame de la Médaille miraculeuse
Pour les articles homonymes, voir Notre-Dame.
Notre-Dame de la Médaille miraculeuse, parfois appelée aussi Notre-Dame des Grâces, est le nom sous lequel les catholiques désignent la Vierge Marie telle qu'elle serait apparue à Catherine Labouré de juillet à décembre 1830 dans la chapelle de son couvent, à Paris (France). Cette apparition mariale, si elle n'a pas été reconnue canoniquement par l’Église catholique, a vu une forte dévotion envers la Vierge Marie se mettre en place, dévotion encouragée et soutenue par l’Église catholique, autour de la dévotion à la médaille miraculeuse diffusée dès 1832, avec l'accord de l'archevêque de Paris, Hyacinthe-Louis de Quélen.
La diffusion et la dévotion à la médaille miraculeuse connaît un succès fulgurant, en quelques années, à travers la France et le monde, entraînant un culte à la « Vierge de la médaille miraculeuse ». Cette dévotion est aujourd'hui répandue dans le monde entier, plusieurs églises lui étant consacrées. La médaille miraculeuse continue d'être diffusée chaque année à plusieurs millions d'exemplaires.

## Historique de la dévotion

### L'apparition mariale
Catherine Labouré, jeune fille de la campagne, entre chez les Filles de la charité en janvier 1830 ; elle est envoyée en avril de la même année au couvent installé rue du Bac à Paris, pour faire son noviciat. Elle raconte avoir une première apparition de la Vierge le 18 juillet, cette dernière lui annonçant qu'elle aurait « une mission à remplir ». Le 27 novembre, lors d'une vision, la Vierge lui montre l’avers et le revers d'une médaille à faire frapper et diffuser, assurant que les « personnes qui la porteront jouiront d'une protection toute spéciale de la Mère de Dieu ». En décembre 1830, une nouvelle vision l'encourage à insister auprès de son confesseur pour faire frapper cette médaille.

### La médaille miraculeuse

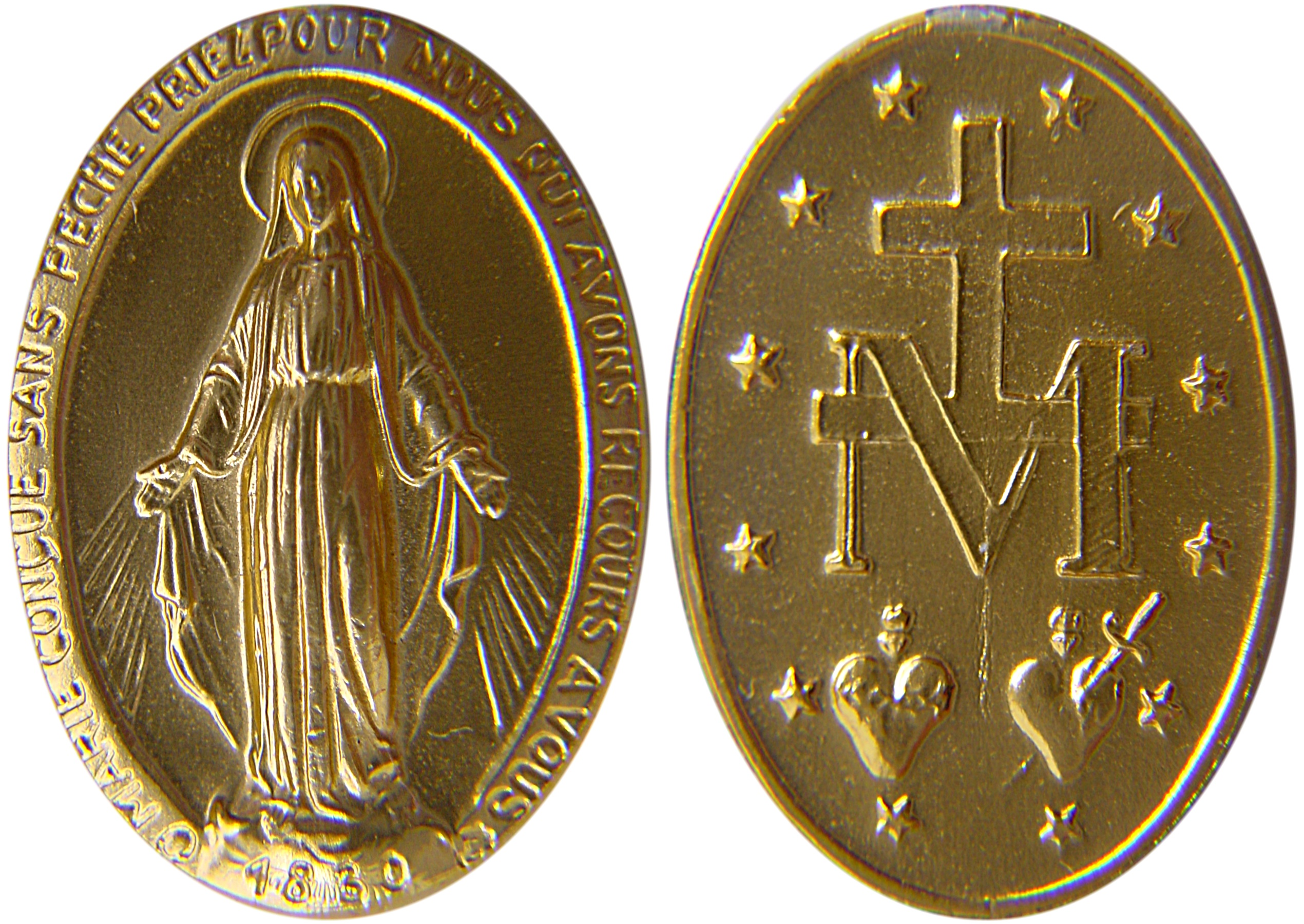
Les deux faces de la médaille miraculeuse conçue par l'orfèvre parisien Adrien Vachette.

Après deux ans d'enquête et d'observation de la conduite de Catherine, le prêtre informe l'archevêque de Paris, sans lui révéler l'identité de la religieuse, de la demande de faire réaliser des médailles. La requête est approuvée et les médailles sont frappées. Elles deviennent extrêmement populaires, notamment durant l'épidémie de choléra de 1832 : en quelques années, plusieurs millions de médailles sont diffusées dans le monde. Très vite des « miracles » sont rapportés et attribués à cette médaille. Un des « miracles » les plus retentissants, et qui sera reconnu par l'Église catholique après un procès canonique, est la conversion d'un juif, Alphonse Ratisbonne, en 1842. Sa conversion, puis son entrée dans l'Ordre des Jésuites, seront largement médiatisées.

## Notoriété et influence religieuse
La diffusion de la médaille est très rapide : en 1834, plus de 500 000 médailles sont distribuées, en sept ans plus de 10 millions de médailles sont frappées et répandues dans le monde entier, en 1876, le cap du milliard de médailles diffusées est dépassé,.
Une enquête canonique approfondie est faite en 1836. l'archevêque de Paris demande à interroger personnellement la voyante, mais le père Aladel refuse et tient tête à de Quélen, préservant ainsi l'anonymat de la voyante.
Aujourd'hui encore, il se vend chaque année 4 millions de médailles dans la seule chapelle de la rue du Bac.

### La chapelle de la Rue du Bac

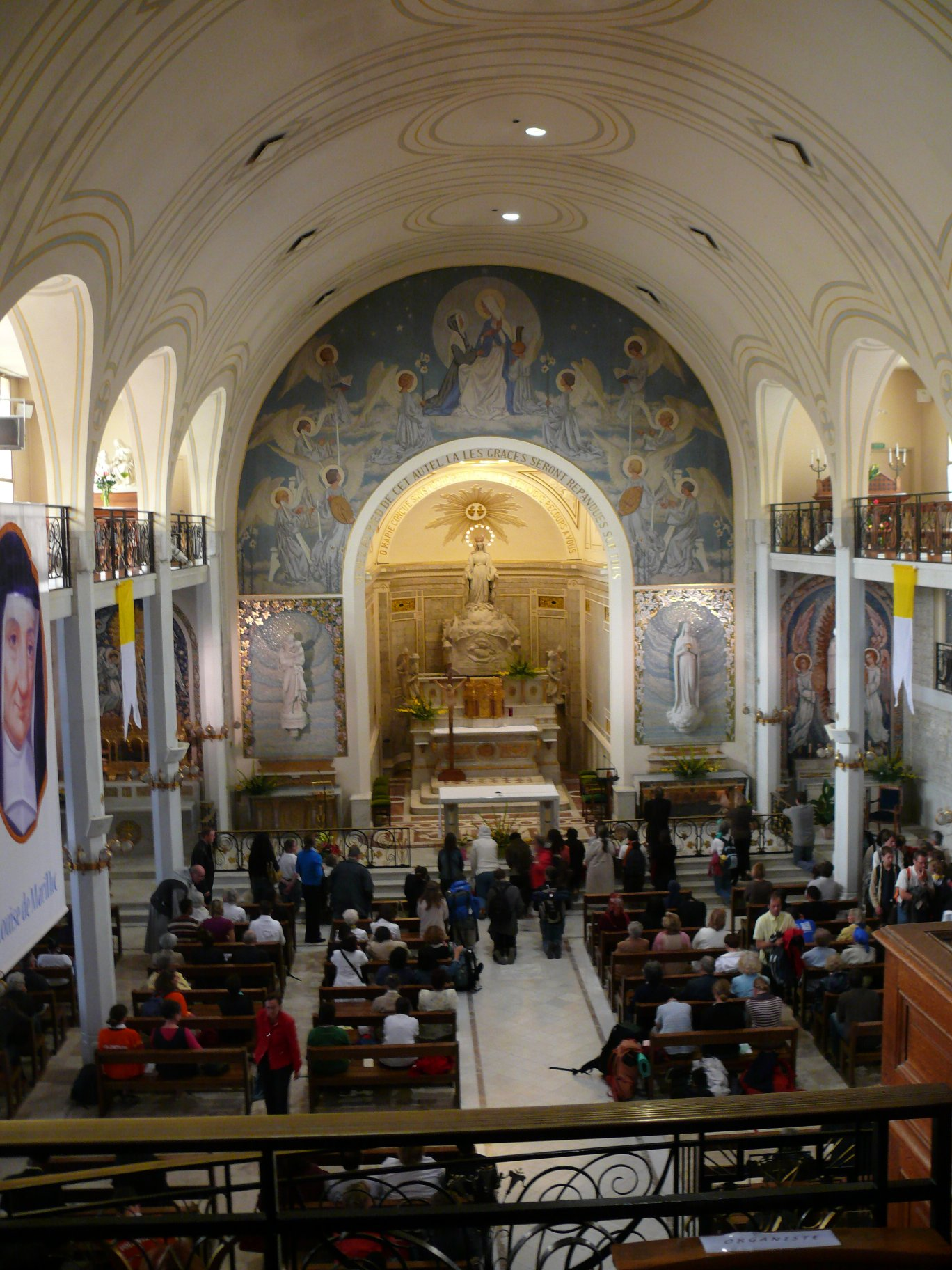
Vue de la chapelle, depuis la tribune de l'orgue.

La chapelle était, à l'origine, une chapelle réservée à l'usage des religieuses du couvent (car trop petite pour accueillir des personnes extérieures),.
Après les apparitions de la Vierge  en 1830, et la diffusion de la médaille miraculeuse (en 1832) qui amène une grande affluence à la chapelle, celle-ci est agrandie en 1849 puis à nouveau en 1930. À l'occasion de ces travaux d'agrandissement, une rénovation totale de la chapelle est effectuée, lui donnant son aspect actuel.
La chapelle est visitée par un grand nombre de touristes chaque année. On compte en moyenne entre 5 000 et 6 000 visiteurs ou pèlerins par jour, et 2 millions par an. Les visiteurs viennent du monde entier. Cela fait de ce lieu l'un des 10 plus visités de la capitale française,,, et le second lieu de pèlerinage en France après le sanctuaire de Lourdes.

### La médaille miraculeuse
La dévotion de la Vierge sous l'appellation de « Notre-Dame de la Médaille miraculeuse » est largement liée à la diffusion très rapide de cette médaille, à sa dévotion, et au témoignage de nombreuses « grâces et miracles » accordés. Plusieurs millions de médailles sont diffusées en quelques années. Aujourd'hui encore, la seule chapelle de la rue du Bac en distribue quatre millions par an.

### Dans le reste du monde

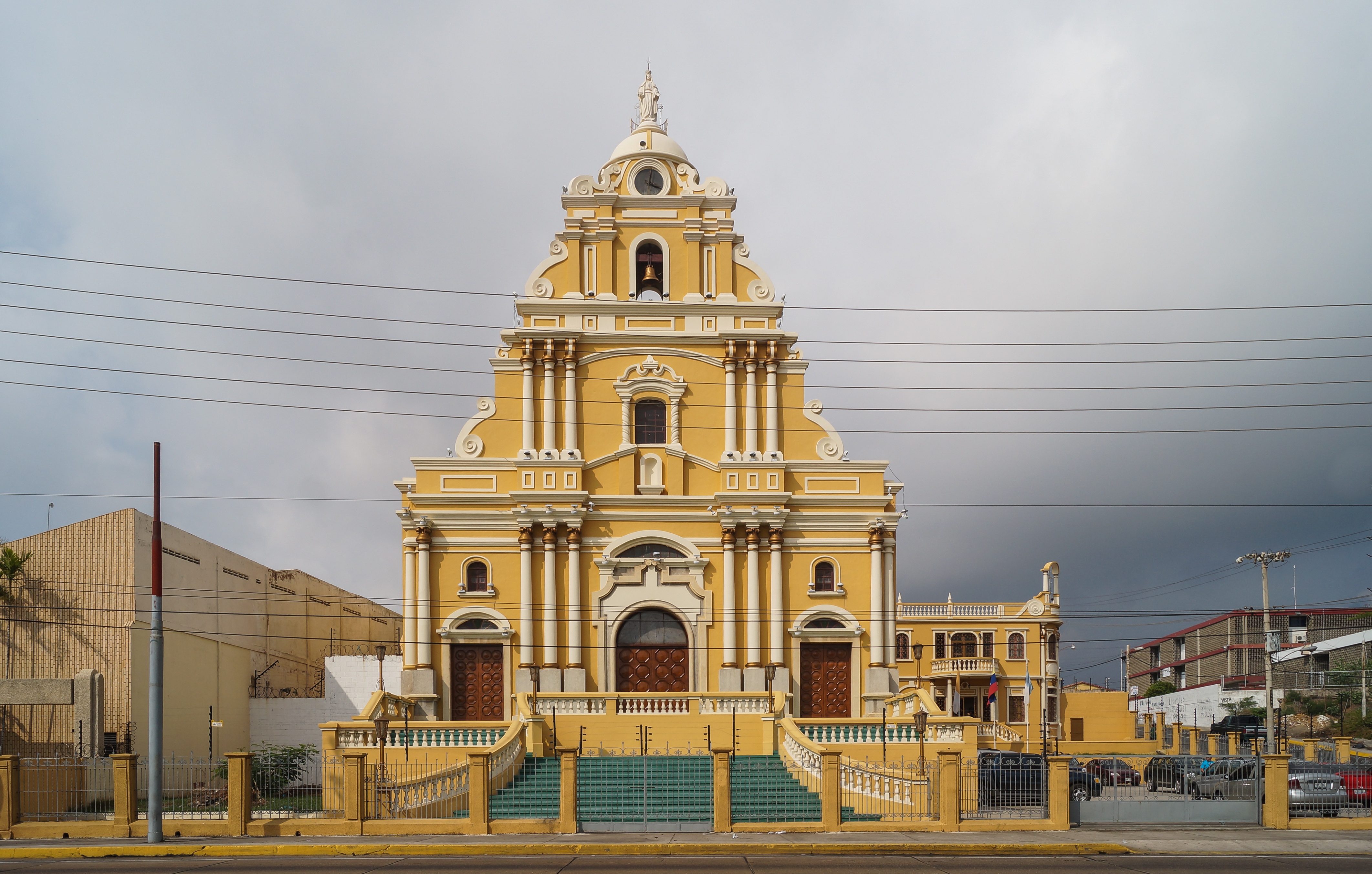
Église Notre-Dame-de-la-Médaille-Miraculeuse à Maracaibo (Venezuela).

Si la « chapelle de la rue du Bac » à Paris, est le point central de dévotion à la Vierge de la Médaille miraculeuse, de nombreuses églises et chapelles ont été consacrées sous ce vocable partout dans le monde :
- église Notre-Dame-de-la-Médaille-Miraculeuse à Toronto (Canada) ;
- église Notre-Dame-de-la-Médaille-Miraculeuse à Cúcuta (Colombie) ;
- église Notre-Dame-de-la-Médaille-Miraculeuse à Buenos Aires (Argentine) ;
- chapelle des Filles de la Charité à San Fernando (Chili) ;
- chapelle Notre-Dame-de-la-Médaille-Miraculeuse à Il-Ħamrun (Malte) ;
- église Notre-Dame-de-la-Médaille-Miraculeuse à Pulilan (Philippines) ;
- église Notre-Dame-de-la-Médaille-Miraculeuse à Quezon City (Philippines)[13] ;
- église Notre-Dame-de-la-Médaille-Miraculeuse à New-York (États-Unis) ;
- église Notre-Dame-de-la-Médaille-Miraculeuse à Colombus (Ohio) ;
- sanctuaire de la Médaille-Miraculeuse-et-Saint-Augustin (es) à Montevideo (Uruguay).

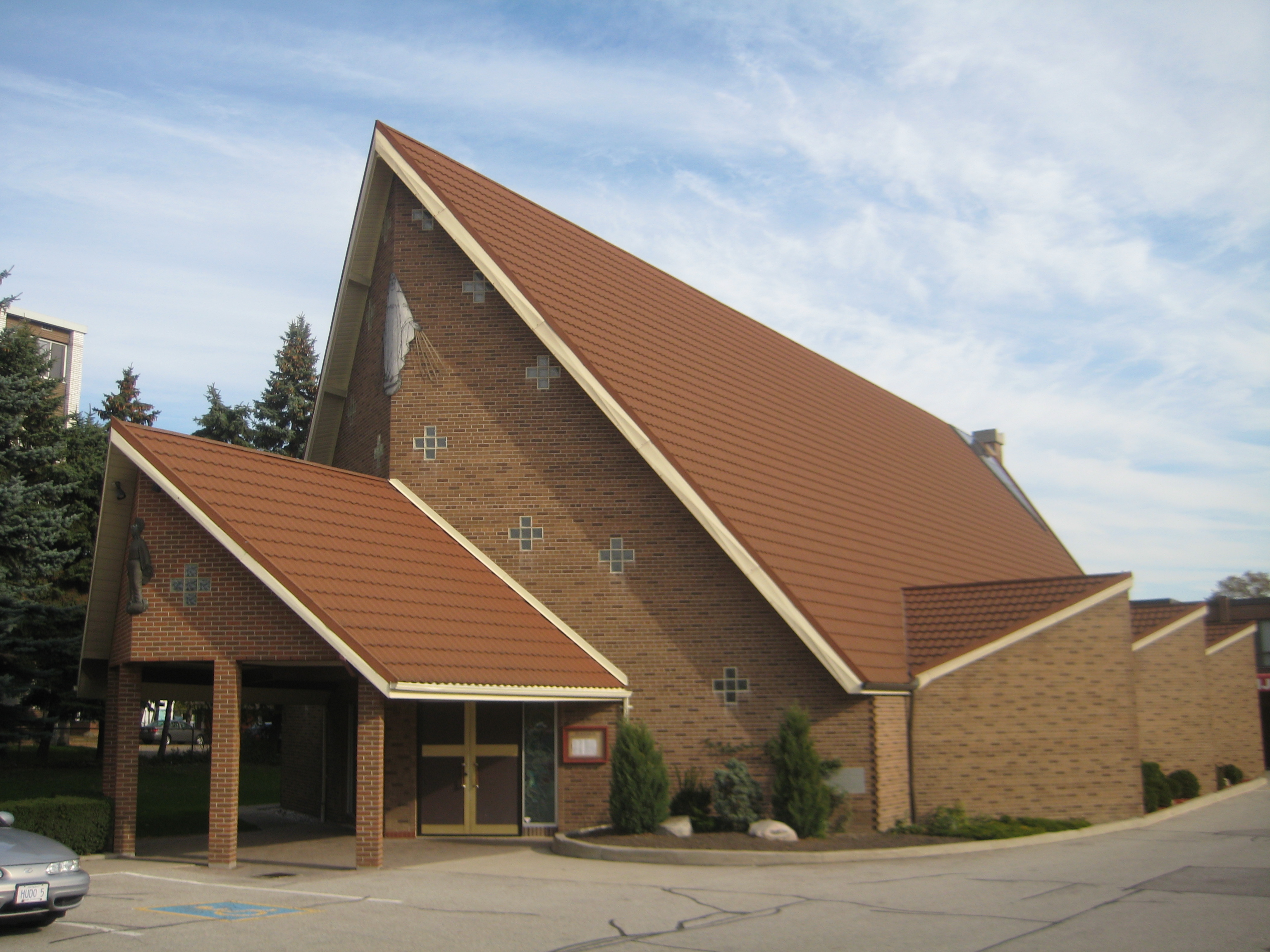
Église Notre-Dame-de-la-Médaille-Miraculeuse à Toronto (Canada).
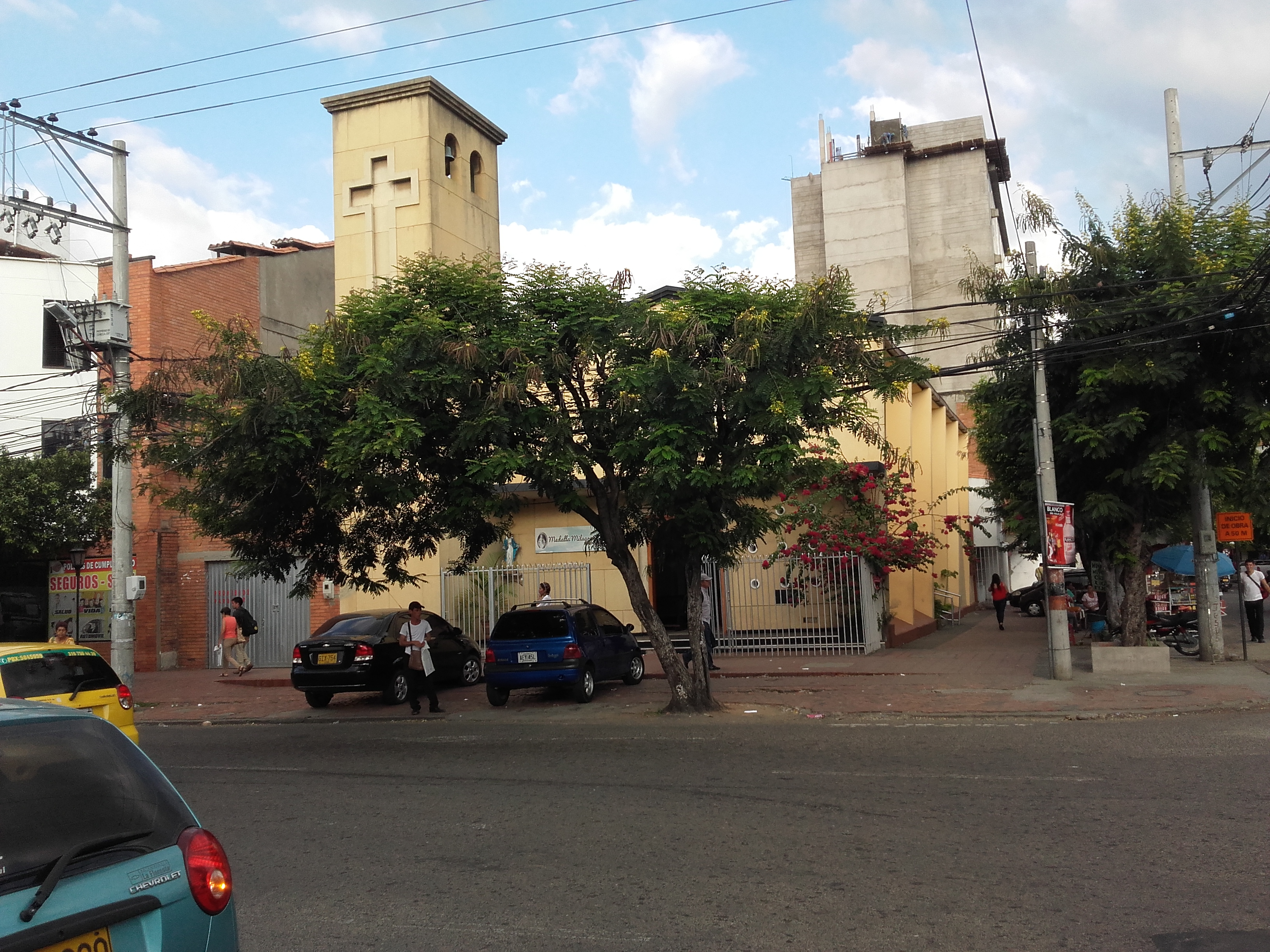
Église Notre-Dame-de-la-Médaille-Miraculeuse à Cúcuta (Colombie).
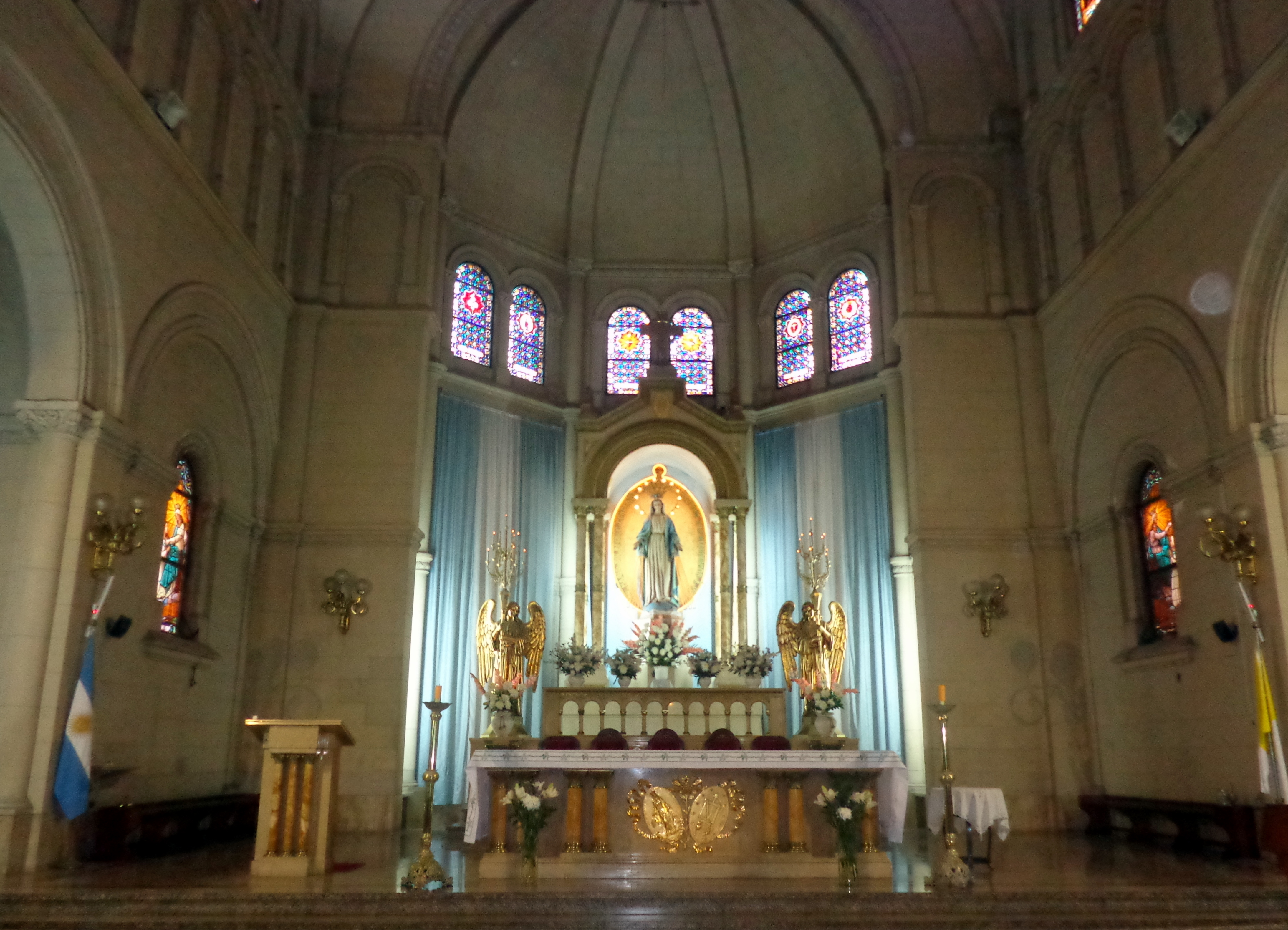
Église Notre-Dame-de-la-Médaille-Miraculeuse à Buenos Aires (Argentine).
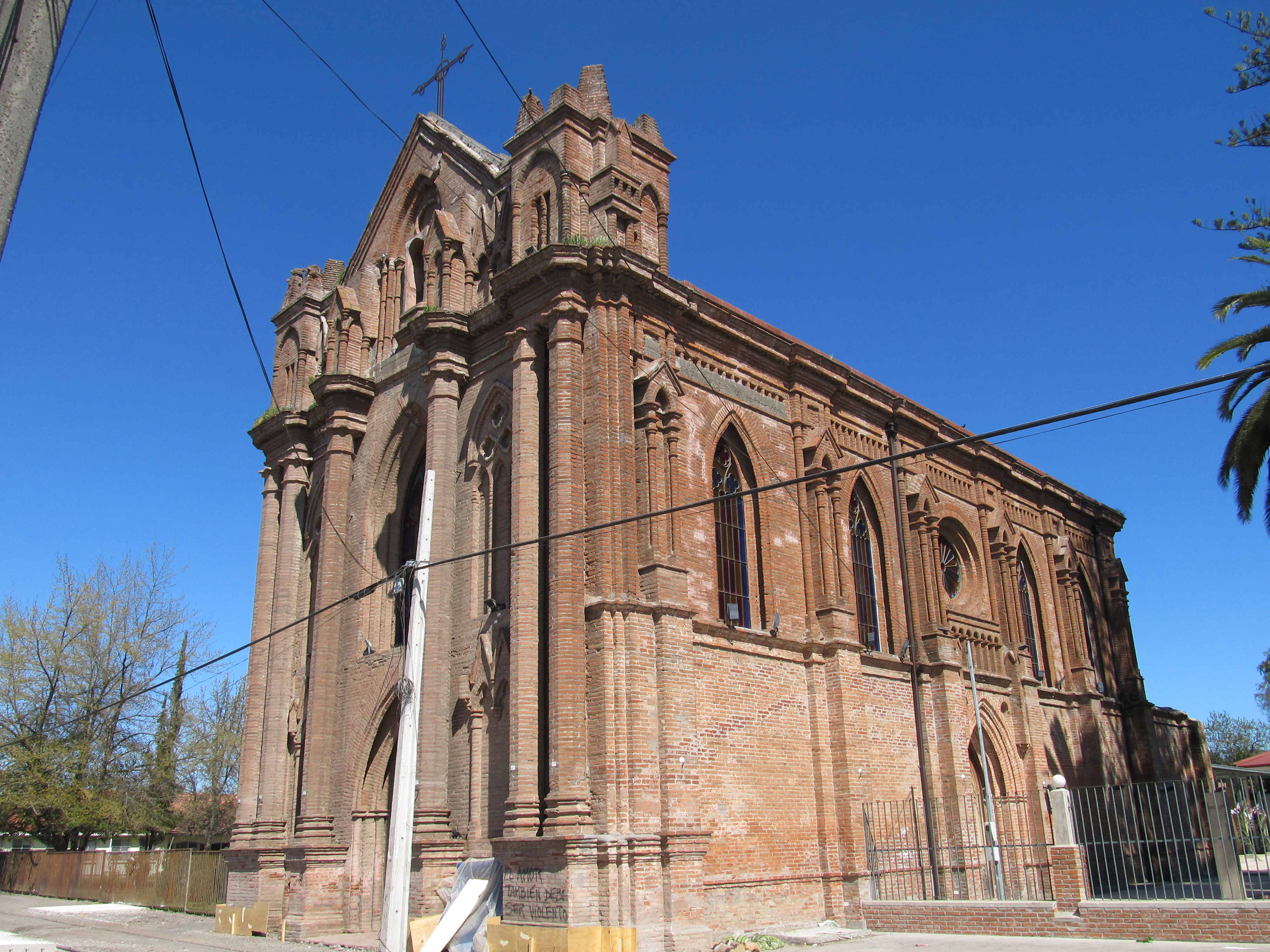
Chapelle des Filles de la Charité à San Fernando (Chili).
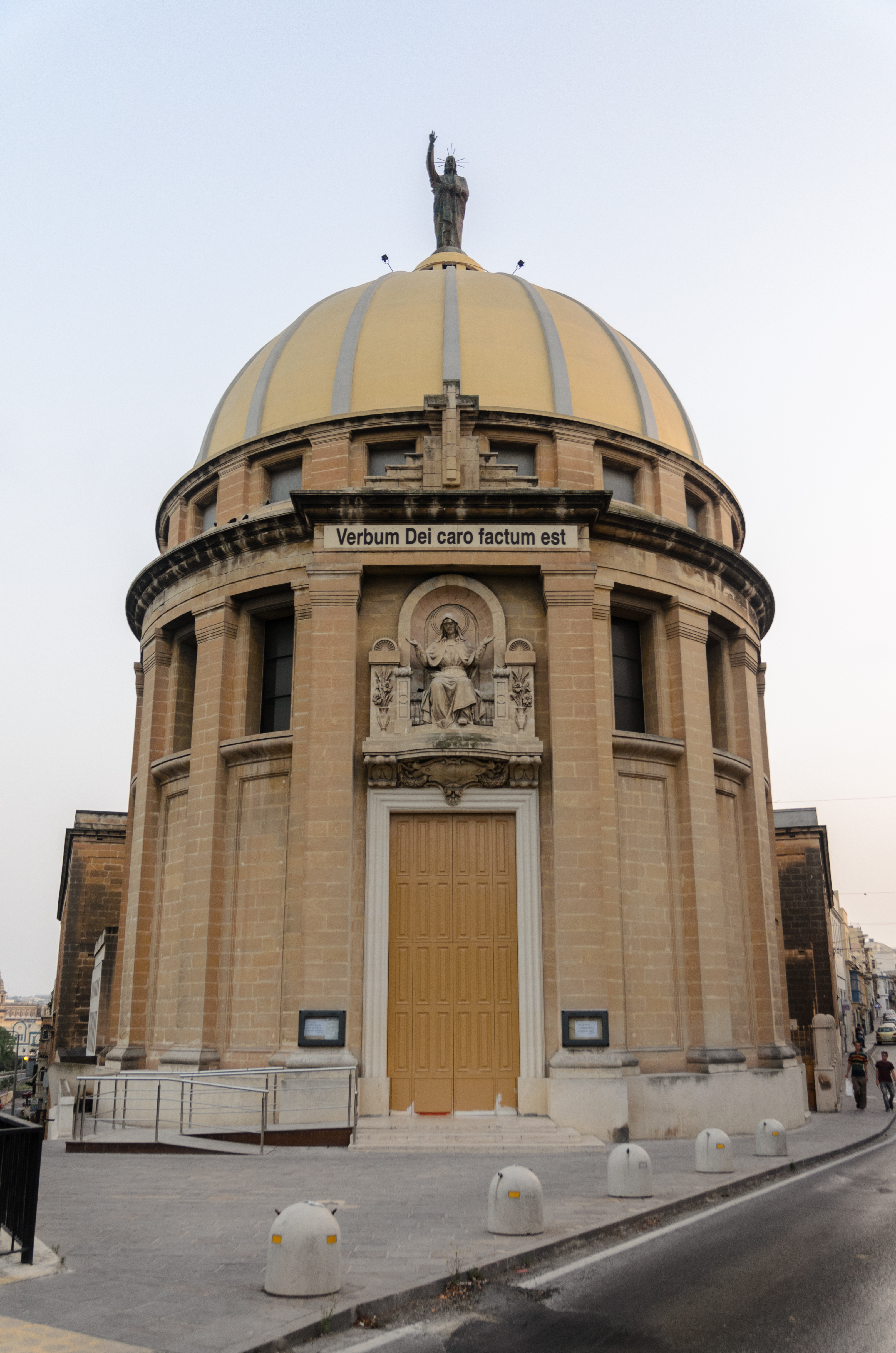
Chapelle Notre-Dame-de-la-Médaille-Miraculeuse à Il-Ħamrun (Malte).
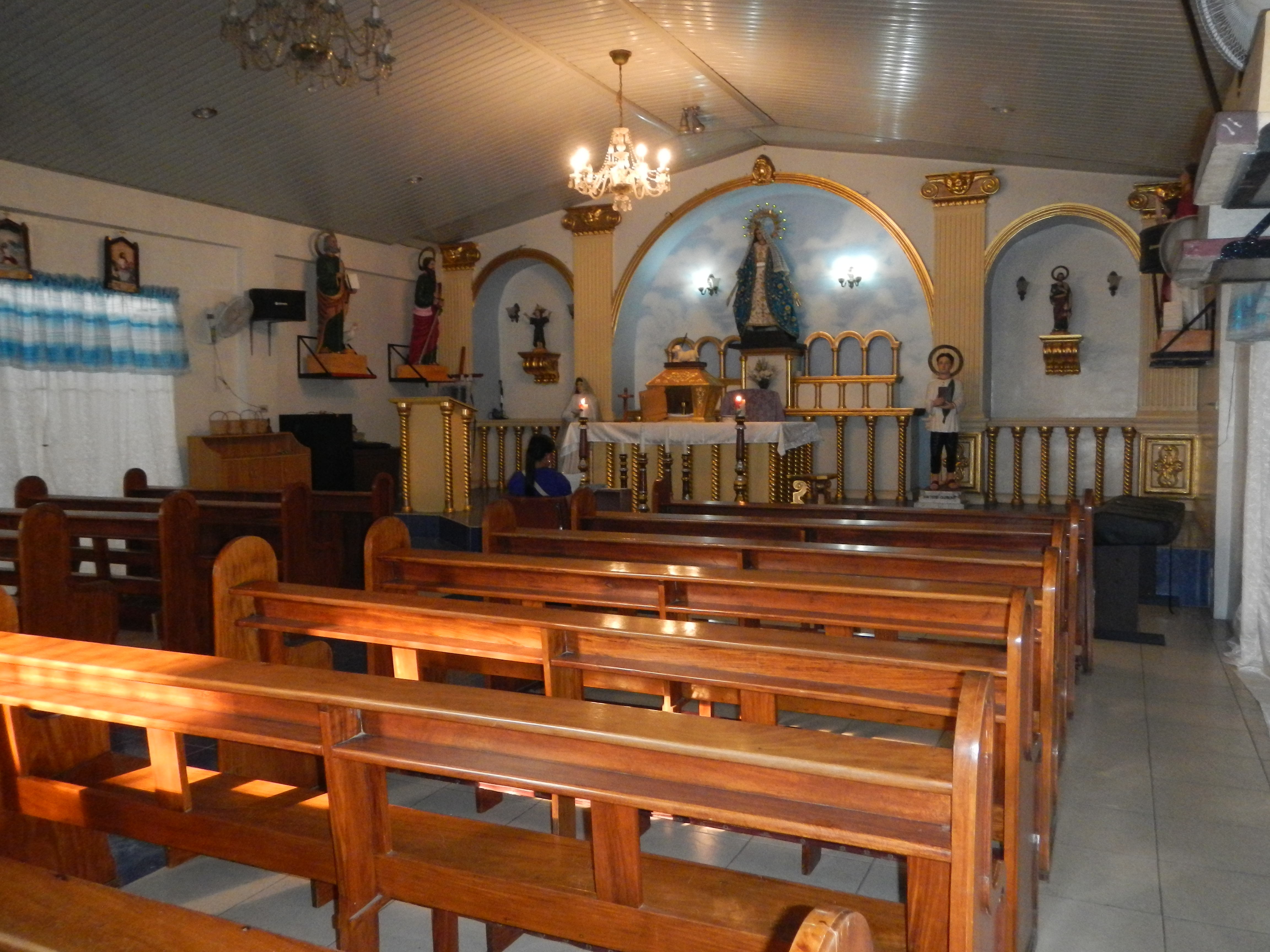
Église Notre-Dame-de-la-Médaille-Miraculeuse à Pulilan (Philippines).
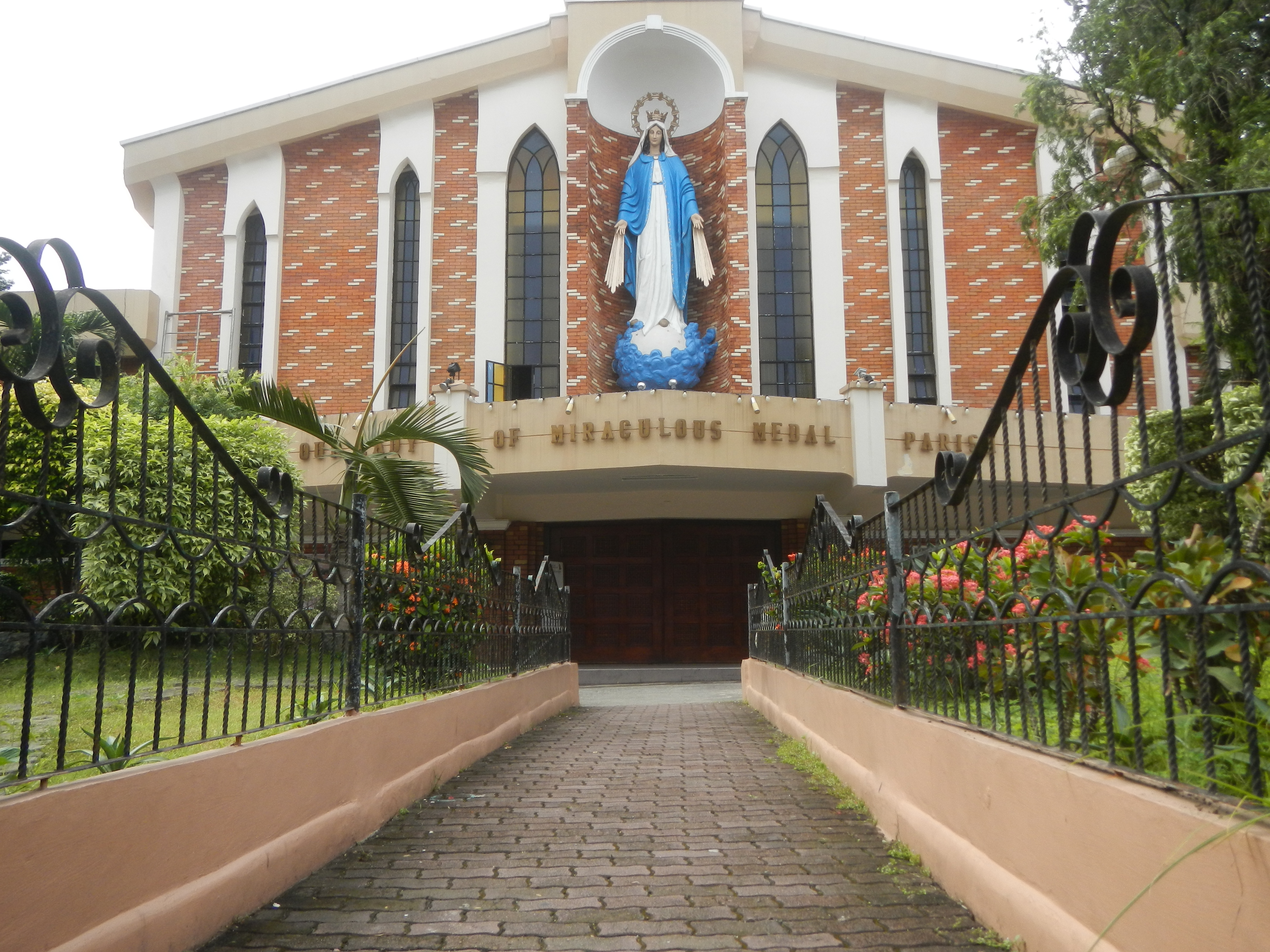
Église Notre-Dame-de-la-Médaille-Miraculeuse à Quezon City (Philippines).
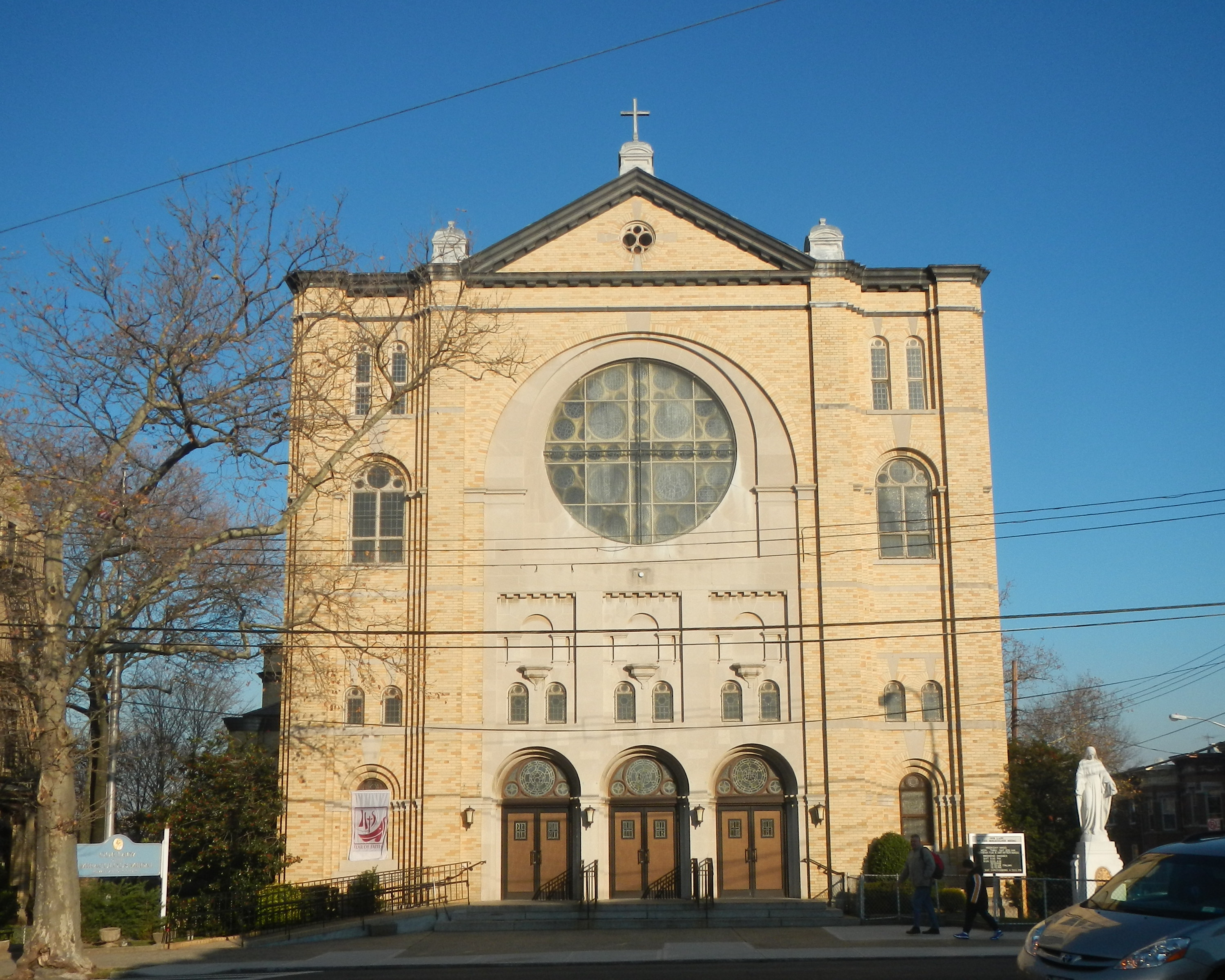
Église Notre-Dame-de-la-Médaille-Miraculeuse à New-York (États-Unis).
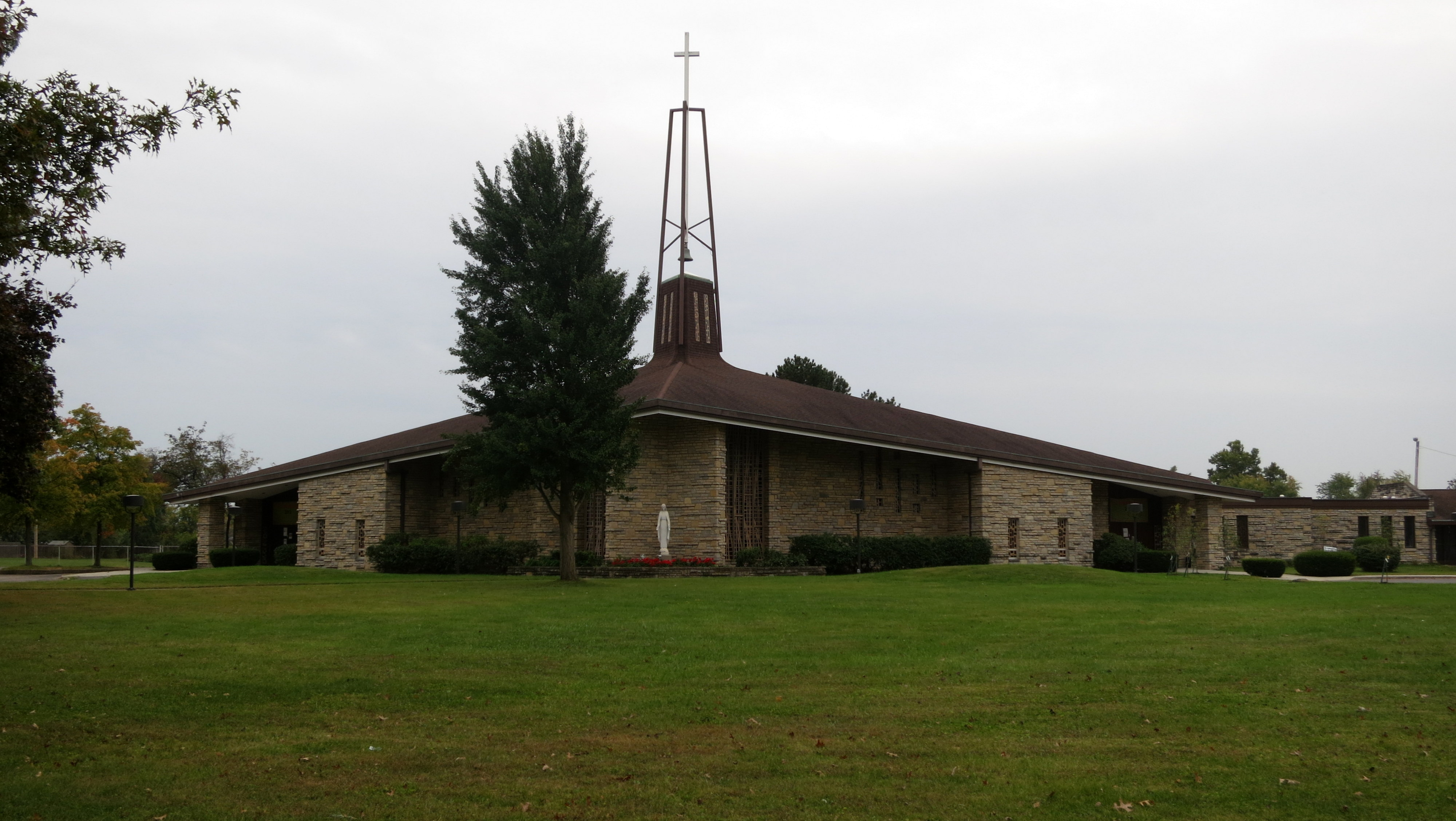
Église Notre-Dame-de-la-Médaille-Miraculeuse à Colombus (Ohio).
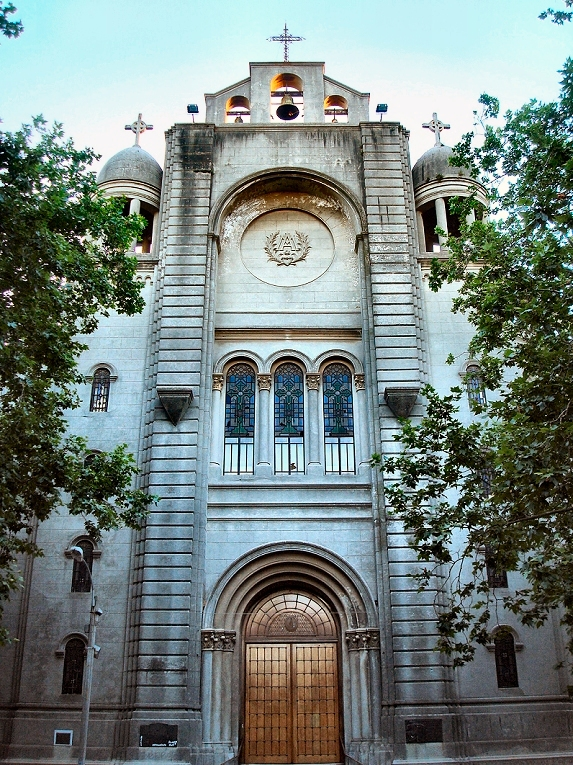
Sanctuaire de la Médaille-Miraculeuse-et-Saint-Augustin (es) à Montevideo (Uruguay).